# Морачевская, Зофия
Зофия Морачевская (пол. Zofia Moraczewska; 4 июля 1873, Черновцы — 16 ноября 1958, Сулеювек) — польская социалистка, политическая и общественная деятельница. Активная участница борьбы за независимость Польши и за равноправие женщин. Депутат сейма Второй Речи Посполитой от ППС и Беспартийного блока. Основательница и лидер нескольких женских организаций и движений. Жена Енджея Морачевского.

## В социалистическом и женском движении
Родилась в семье ректора Львовского политехнического университета Романа Гостковского. В 1889 окончила женские учительские курсы, работала школьной учительницей. С юности примыкала к польскому социалистическому подполью.
В 1896 вступила в Польскую социал-демократическую партию Галиции и Силезии-Цешина. Вышла замуж за видного партийного активиста Енджея Морачевского. Участвовала в польском женском союзе и кооперативных организациях. Пропагандировала идеи независимости, социализма и суфражизма.
В 1916 возглавила Лигу женщин Галиции и Силезии, которая вскоре объединилась с женской военизированной организацией в Лигу польских женщин. В 1917—1918 была медсестрой. Конфликтовала с католическими клерикалами.

## В польской политике
После провозглашения независимости Польши Зофия Морачевская возглавила варшавскую женскую организацию Польской социалистической партии (ППС). Редактировала газету Głosu Kobiet. На выборах 1919 была избрана в сейм (единственная женщина в депутатском клубе социалистов). Протестовала против дискриминации женщин в госаппарате. Енджей Морачевский, возглавляя правительство с ноября 1918 по январь 1919, провёл законодательство о политическом равноправии женщин.
Весной 1921 года Зофия Морачевская вступила в серьёзный конфликт с руководством ППС. Она проголосовала за принятие Мартовской конституции, которую большинство социалистических лидеров считали недостаточно демократичной (при том, что документ считается одним из самых демократических в тогдашней Европе). Получила партийный выговор, вышла из депутатского клуба. На несколько лет приостановила участие в политике, сосредоточившись на общественной проблематике женского равноправия.
Вместе с мужем Зофия Морачевская поддержала Майский переворот 1926 года и возвращение к власти Юзефа Пилсудского. В 1927 вышла из ППС (соцпартия перешла в оппозицию Пилсудскому). На следующий год организовала и возглавила Женский гражданский союз труда, быстро превратившийся в крупнейшую женскую организацию Польши. Была избрана в сейм от Беспартийного блока сотрудничества с правительством. Представляла женское движение Польши в МОТ, в Лиге Наций, на конференции по разоружению.
В 1933 году Зофия Морачевская ушла в отставку с поста председателя Женского гражданского союза труда. Её не устраивал плотный правительственный контроль над движением, она всё чаще выступала с оппозиционными заявлениями. Через два года Морачевская учредила организацию Женская социальная самопомощь.
Дважды — в 1927 и 1930 — награждена Орденом Возрождения Польши, в 1931 удостоена Креста Независимости

## Под оккупацией
В годы немецкой оккупации Зофия и Енджей Морачевские пытались поддерживать кооперативное движение, связанное с подпольем. Зофия Морачевская состояла в руководстве сулеювекского кооператива, участвовала в Комитете помощи жертвам войны. Енджей Морачевский погиб от случайной пули 5 августа 1944 года.

## При коммунистическом режиме
В послевоенной Польше Зофия Морачевская дистанцировалась от общественно-политической жизни. Участвовала в написании Энциклопедии польского женского движения. Коммунистические власти ПНР относились к Морачевской лояльно, как к вдове первого социалистического премьер-министра. Ей вернули дом, конфискованный немецкими оккупантами.
Зофия Морачевская к коммунистическому режиму относилась очень настороженно, но надеялась, что его политика будет хотя бы отчасти выгодной для рабочего класса.

## Семья
Чета Морачевских имела четверых детей. Все они ушли из жизни раньше родителей. Сын Тадеуш умер в младенчестве. 17-летний доброволец Казимир Морачевский погиб на польско-советской войне. Историк Адам Морачевский умер в 1942 в Освенциме. Ванда Морачевская, боец Армии Крайовой, погибла в том же году в варшавской тюрьме Павяк.

## Кончина и память
Зофия Морачевская скончалась в 1958, в период «гомулковской оттепели». Именем Зофии и Енджея Морачевских названа школа в Сулеювеке.